# Водовозов Альберт Федорович
Альбе́рт Фе́дорович Водово́зов (* 3 квітня 1932, Ольховка, можливо, Вільхове Станично-Луганського району, Луганська область), український композитор, заслужений діяч мистецтв УРСР — 1989.

## Життєпис
Батько був репресований, виховання дітей було на матері, котра працювала на шахті. Навчався в Луганському музичному училищі, педагогом був Г. А. Архангельський — духові інструменти та композиція. 1956 закінчив Київську консерваторію — вчився у М. Вілінського.
З 1956 працює викладачем в Донецькому музичному училищі; з його допомогою відкрився композиторський відділ та факультатив, де проходили заняття з композиторами-початківцями.
У 1956—1960 роках керував Шахтарським ансамблем пісні і танцю Донбасу, в 1963—1964 роках працював звукорежисером Донецької студії телебачення. У 1970—1983 роках головував Донецькою обласною організацією Національної спілки композиторів України.
Автор вокальних, інстументальних, симфонічних творів, концертів для органу, вокально-симфонічного триптиху «Повернення», музики до театральних вистав. Написав симфонічну поему «Прометей», 1956 друга редакція — 1972, «Свято в Донбасі», 1964, 2-а редакція — 1968, «Молодіжної святкової увертюри» — 1969, героїчну поему «Краснодонці» — 1971, цикл фортепіанних п'єс «Веснянки».
Автор пісень про Донбас: «Край шахтарський», «Донецькі троянди», «Чорнобриві дівчата мої», «Я народився в Донбасі», «Шахтар країни Рад», «Марш радянських забійників», «Шахтарські жінки».
Написав твори для голосу з оркестром: «Балада про робочого», 1969, слова Я. Смелякова, «Весняна ода Леніну», 1970, слова В. Бокова, «Орденоносна Донеччина», 1971, слова В. Шутова; концерту для фортепіано з оркестром — 1967, для оркестру — «Романтична поема», 1968, «Варіації з бассо остінато» — 1972, «Дивертисмент» для струнного квартету" — 1968, сонату для фортепіано — 1955, «Індійський танець» для малого симфонічного оркестру" −1970, «Закарпатський танець» — 1970, «Аргентинський карнавал» — 1971, «Дружба народів» — 1971, для оркестру народних інструментів — дві варіації для баянів з оркестром — 1965, фантазія на теми пісень П. Майбороди для естрадного оркестру — 1956, «Вальс-бостон» — 1964, «Весела прогулянка» — 1964, романси — «Лебедина пісня», 1969, «Без тебе» — 1971, до обидвох — слова К. Дрока, п'ять прелюдій, чотири фуги.